# Brachysema celsianum
Brachysema celsianum là một loài thực vật có hoa trong họ Đậu. Loài này được Lem. mô tả khoa học đầu tiên.